# Glascote
Glascote är en stadsdel i Tamworth, i distriktet Tamworth, i grevskapet Staffordshire i England. Glascote/Bolehall and Glascote var en civil parish 1866–1965 när blev den en del av Tamworth. Civil parish hade 2 538 invånare år 1961.